# Hvidblomme
Hvidblomme (Leucojum) er en slægt med 2 arter, de nedennævnte, som er udbredt i Vest-, Syd- og Østeuropa samt i Kaukasus og dele af Mellemøsten. Begge arter er dog blevet indført og dyrket som haveplanter mange steder i resten af Europa, hvorfra de er naturaliseret. Det er stauder med oprette, grundstillede blade og overhængende, hvide blomster med grønne pletter. Blomsterne har en svag duft.
| Arter |

- Dorotealilje (Leucojum vernum)
- Sommerhvidblomme (Leucojum aestivum)
- Høsthvidblomme (Leucojum autumnale)